# Gianni Zuiverloon
Gianni Michel Eugene Zuiverloon (30 de dezembro de 1986) é um futebolista profissional neerlandês que atua como defensor.

## Carreira
Gianni Zuiverloon representou a Seleção Neerlandesa de Futebol, nas Olimpíadas de 2008. 